# Chen Lu (diplomático)
Chen Lu (陳籙) fue un diplomático chino.
En 1891 estudió en el Buró del Astillero de Fuzhou (fuzhou chuanzheng ju). 
En 1894 fue a la escuela para aprender Administración de Ferrocarriles. En 1898 estudio en la escuela en Wuchang. En 1901 se graduó en la escuela Renzi Jiang, instructores de clase francesa.  En abril de 1903 se fue a estudiar a Europa, había estudiado en Alemania, Francia, después entró a la Universidad de París y estudió derecho. 
En 1907 recibió la Licenciatura en Derecho y en 1908, regresó.
En abril de 1912 fue secretario de embajada en el Ministerio de Relaciones Exteriores en Beijing. 
En 1913 fue nombrado ministro en México. 
En enero de 1914 fue enviado a Fuwai en Mongolia. 
Chen Lu negoció el Tratado de Kyakhta que fue suscripto el 29 de mayo de 1915.
En abril de 1917 renunció debido a una enfermedad.
En marzo de 1918 fue nombrado director del Departamento en el ministerio de relaciones exteriores.
y asistió al ministro de Asuntos Exteriores Lu Cheng-hsiang a la Conferencia de Paz de París (1919).
De 17 de septiembre de 1920 a 12 de julio de 1228 fue enviado extraordinario y ministro plenipotenciario en París.
A partir de 1934 fue abogado en Shanghái. 
En 1936 se desempeñó como vicepresidente de la Comisión de Asuntos Exteriores de tratados.
Participó en el Reformed Government of the Republic of China. En 1938 participó en el gobierno de reformada en Nanjing, fue ministro de Asuntos Exteriores y fue asesinado en su propia casa por agentes secretos del Nationalist government.